# Apple Watch Series 7
Apple Watch Series 7是蘋果公司推出的第七代Apple Watch智慧手錶，在2021年9月14日線上Apple Special Event發布。
與前代Apple Watch Series 6相比，Series 7主要有下列不同之處：
- Series 7的螢幕對角線尺吋為45mm與41mm，比Series 6各多了1mm，成為螢幕最大的Apple Watch系列[3]。
- 改搭載S7 SoC。
- 擁有IP6X等級防塵。
- 新增北斗衛星導航系統的支援。
- 新增QuickPath鍵盤。

## 外部鏈接
- Apple Watch Series 7官方介紹 （页面存档备份，存于） （英語）